# Клеопатра (дъщеря на Идас)
Вижте пояснителната страница за други значения на Клеопатра.
Клеопатра (на старогръцки: Κλεοπάτρη Ἀλκυόνη Kleopátrē Alkuónē, Kleopatra Alkyone, Cleopatra Alcyone) в древногръцката митология е дъщеря на Идас и Марпеса, единственото дете на речния бог Евенос.
Тя се жени за етолския герой Мелеагър, син на калидонския цар Ойней и неговата жена Алтея, дъщерята на Тестий и Евритемида. Клеопатра ражда една дъщеря Полидора, която се омъжва за гръцкия княз Протесилай.